# Strider Knives
Strider Knives, Inc. - manufaktura specjalizująca się w wytwarzaniu noży, zlokalizowana w San Marcos.
Przedsiębiorstwo zostało utworzone w 1997 roku w przez Micka Stridera i Duane'a Dwyera. Specjalizuje się w wytwarzaniu noży składanych (tzw. folderów) oraz noży z klingą stałą używanych min. przez Armię Stanów Zjednoczonych. Noże produkowane przez nią charakteryzują się prostą konstrukcją i minimalistycznym wzornictwem. Główny nacisk przy produkcji (projekt i dobór materiałów) położony jest na wytrzymałość.

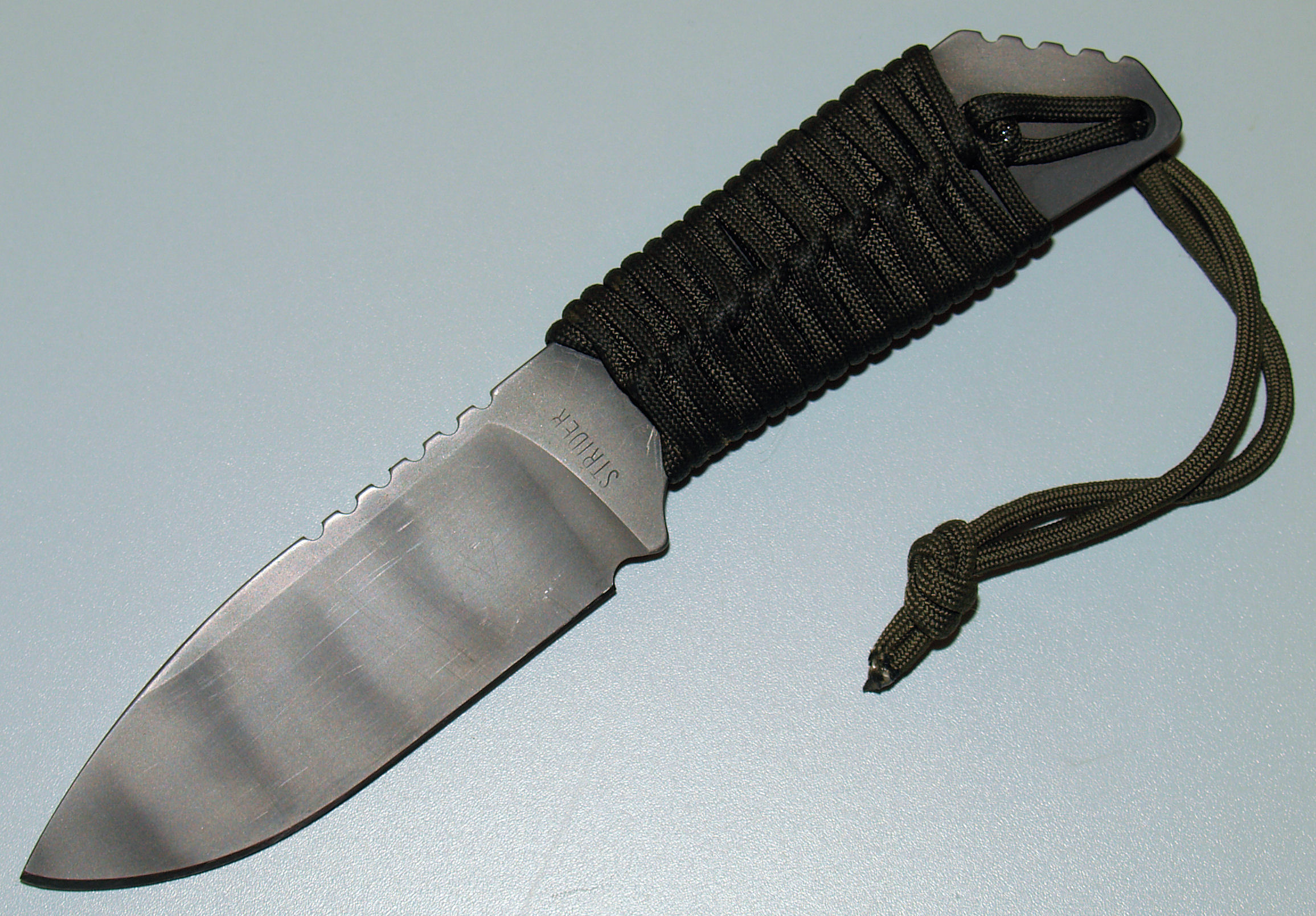
Strider MFS

## Materiały i hartowanie
Głownie w nożach Strider Knives wytwarzane są z wysokogatunkowych stali, takich jak ATS-34, 154CM, także proszkowych, jak CPM S30V, BG-42. Materiały używane do wykańczania rękojeści to najczęściej Tytan, prasowane włókno szklane G10 oraz specjalnie zapleciony paracord (linka spadochronowa nylonowa).
Początkowo proces hartowania wykonywany był w manufakturze Buck Knives przez Paula Bosa, co udokumentowane było stosownym oznaczeniem każdej z kling. Obecnie firma dysponuje własną hartownią. Podczas procesu hartowania olejowego noże ze stali ATS-34 i BG-42 zachodziły nalotem o ciemnej, prawie czarnej barwie, który później był częściowo usuwany przy piaskowaniu ostrza. Takie selektywne piaskowanie prowadziło do powstania nieregularnych wzorów przypominających kamuflaż tiger stripes (tygrysie pasy), używany przez US Army podczas wojny w Wietnamie. Wzór ten stał się wizytówką produktów Strider Knives. Obecnie po zmianie stali na CPM S30V, cecha ta nadawana jest w osobnym procesie oksydowania.